# J.A. Martin photographe
J.A. Martin photographe é um filme de drama canadense de 1977 dirigido e escrito por Jean Beaudin. Foi selecionado como representante do Canadá à edição do Oscar 1978, organizada pela Academia de Artes e Ciências Cinematográficas.

## Elenco
- Marcel Sabourin - Joseph-Albert Martin
- Monique Mercure - Rose-Aimee Martin
- Marthe Thierry - avó
- Catherine Tremblay - Dolores Martin
- Mariette Duval - vizinha
- Denis Hamel - Mathieu Martin
- Stéphane L'Ecuyer - David Martin
- Jacques Bilodeau - Hormidas Lambert
- Colette Cortois - Mrs. Lambert
- Marthe Nadeau - Aline